# 环丙基乙炔
環丙基乙炔 是一種碳氫化合物，化學式為C
5H
6. 在正常條件下，該物質為無色液體。環丙基乙炔是藥物和其他有機化合物的前體。

## 合成
目前已經發表了幾種關於環丙基乙炔合成的方法。最早的製備始於環丙基甲基酮與五氯化磷的氯化. 此後，反應產物1-環丙基-1,1-二氯乙烷通過雙脫氯化氫轉化為環丙基乙炔。 這發生在強鹼性溶液存在的情況下，例如二甲基亞硯中的叔丁醇鉀：

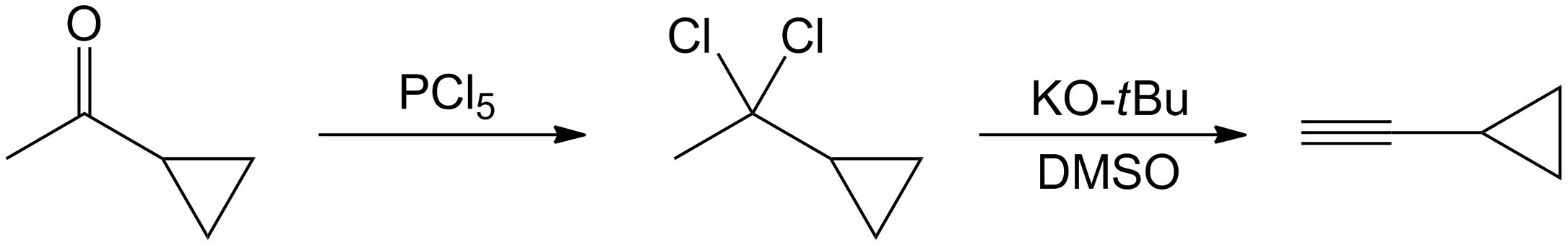
Synthesis scheme 1

然而，這種方法的收率並不高 (20-25%). 環丙基乙炔的一鍋合成已有報導，其中5-氯-1-戊炔與  發生反應n-丁基鋰或N-己基鋰。環己烷用作溶劑。反應是金屬化，然後是環化。 然後冷卻反應產物，緩慢加入氯化銨水溶液。有兩相混合物：重水相和含有環丙基乙炔的輕質有機相。

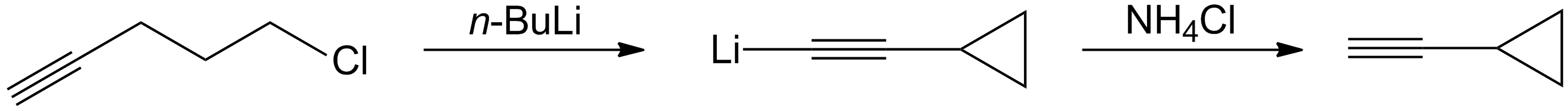
Synthesis scheme 2

## 應用
環丙基乙炔在有機反應中用作試劑。例如，它是抗逆轉錄病毒和精神藥物依非韋倫的組成部分。 也可用於疊氮-炔惠斯根環加成反應